# Cratomorphus splendidus
Cratomorphus splendidus là một loài bọ cánh cứng trong họ Đom đóm (Lampyridae). Loài này được Drury miêu tả khoa học năm 1782.